# Eupithecia nepalata
Eupithecia nepalata is een vlinder uit de familie van de spanners (Geometridae). De wetenschappelijke naam van de soort is voor het eerst geldig gepubliceerd in 1961 door Schütze.
De soort komt voor in Centraal-Azië, met name in Tadzjikistan, Afghanistan, India, Pakistan en Nepal.